# 1976 en science-fiction
| Années de la science-fiction : 1973 - 1974 - 1975 - 1976 - 1977 - 1978 - 1979    |
| Décennies de la science-fiction : 1940 - 1950 - 1960 - 1970 - 1980 - 1990 - 2000 |

L'année 1976 a été marquée, en matière de science-fiction, par les événements suivants.

## Naissances et décès

### Naissances
- 12 avril : Corinne Guitteaud, écrivain français.
- 16 novembre : Lavie Tidhar, écrivain israélien.

### Décès
- 1er février : Edgar Pangborn, écrivain américain, mort à 66 ans.
- Mai : L Taylor Hansen, écrivaine américaine[1].

## Événements
- Disparition de la collection Les Chefs-d'œuvre de la science-fiction, qui avait été créée deux ans auparavant en 1974.
- Création de la Maison d'Ailleurs (musée de la science-fiction, de l'utopie et des voyages extraordinaires) à Yverdon-les-Bains, en Suisse.

## Prix

### Prix Hugo
- Roman : La Guerre éternelle (The Forever War) par Joe Haldeman
- Roman court : Le Retour du bourreau (Home Is the Hangman) par Roger Zelazny
- Nouvelle longue : The Borderland of Sol par Larry Niven
- Nouvelle courte : Dernier zeppelin pour cet univers (Catch That Zeppelin!) par Fritz Leiber
- Film ou série : Apocalypse 2024, réalisé par L.Q. Jones
- Éditeur professionnel : Ben Bova
- Artiste professionnel : Frank Kelly Freas
- Magazine amateur : Locus, dirigé par Charles N. Brown et Dena Brown
- Écrivain amateur : Richard E. Geis
- Artiste amateur : Tim Kirk
- Prix Campbell : Tom Reamy
- Prix spécial : James E. Gunn pour Alternate Worlds, The Illustrated History of Science Fiction
- Prix Gandalf (grand maître) : Lyon Sprague de Camp

### Prix Nebula
- Roman : Homme-plus (Man Plus) par Frederik Pohl
- Roman court : Houston, Houston, me recevez-vous ? (Houston, Houston, Do You Read?) par James Tiptree, Jr
- Nouvelle longue : L'Homme bicentenaire (The Bicentennial Man) par Isaac Asimov
- Nouvelle courte : Une foule d'ombres (A Crowd of Shadows) par Charles L. Grant
- Grand maître : Jack Williamson

### Prix Locus
- Roman : La Guerre éternelle (The Forever War) par Joe Haldeman
- Roman court : Les Tempêtes de Port-du-Vent (The Storms of Windhaven) par George R. R. Martin et Lisa Tuttle
- Nouvelle longue : La Nouvelle Atlantide (The New Atlantis) par Ursula K. Le Guin
- Nouvelle courte : Croatoan (Croatoan) par Harlan Ellison
- Recueil de nouvelles d'un auteur unique : Aux douze vents du monde (The Wind's Twelve Quarters) par Ursula K. Le Guin
- Anthologie : Epoch par Roger Elwood et Robert Silverberg, éds.
- Produit associatif : Alternate Worlds: The Illustrated History of Science Fiction par James Gunn
- Magazine : The Magazine of Fantasy & Science Fiction
- Magazine amateur : Locus
- Critique : Richard Geis
- Maison d'édition pour livres brochés : Science Fiction Book Club
- Maison d'édition pour livres de poche : Ballantine Books
- Artiste : Rick Sternbach

### Prix British Science Fiction
- Roman : Les Brontosaures mécaniques (Brontomek!) par Michael Coney
- Prix spécial : A Pictorial History of Science Fiction par David Kyle

### Prix E. E. Smith Memorial
- Lauréat : Anne McCaffrey

### Prix Seiun
- Roman japonais : Nanase futatabi par Yasutaka Tsutsui

### Prix Apollo
- Les Ailes de la nuit (Nightwings) par Robert Silverberg

### Grand prix de l'Imaginaire
- Roman francophone : Le Livre machine par Philip Goy
- Nouvelle francophone : Les Soleils noirs d'Arcadie par Daniel Walther

## Parutions littéraires

### Romans
- Le Maître du réseau par Octavia Butler.
- Une femme au bord du temps par Marge Piercy.
- Cette chère humanité par Philippe Curval.
- La Chaîne brisée par Marion Zimmer Bradley.
- Deus Irae par Philip K. Dick.
- Les Enfants de Dune par Frank Herbert.
- Hier, les oiseaux par Kate Wilhelm.
- Homme-plus par Frederik Pohl.
- La Machine à explorer l'espace par Christopher Priest.
- La Planète de Shakespeare par Clifford D. Simak.
- Pontesprit par Joe Haldeman.
- Shadrak dans la fournaise par Robert Silverberg.

### Recueils de nouvelles et anthologies
- Chanson pour Lya par George R. R. Martin.
- The Gryb par A. E. van Vogt et Edna Mayne Hull.
- L'Homme bicentenaire par Isaac Asimov.
- L'Homme qui n'existait pas par Roger Zelazny.
- Les Galaxiales (tome 1) par Michel Demuth.

### Nouvelles
- En un pays aux couleurs claires par Robert Sheckley.
- Le Triptyque de Kohr par Christian Léourier.

## Sorties audiovisuelles

### Films
- L'Âge de cristal par Michael Anderson.
- Demain les mômes par Jean Pourtalé.
- Embryo par Ralph Nelson.
- L'Homme qui venait d'ailleurs par Nicolas Roeg.
- Meurtres sous contrôle par Larry Cohen.
- Network, main basse sur la télévision par Sidney Lumet.
- Les Rescapés du futur par Richard T. Heffron.

### Téléfilms
- Alien Attack par Charles Crichton et Lee H. Katzin.
- Les Robots pensants par Michel Subiela.

### Séries
- Cosmos 1999, saison 2.